# Curzereno
Curzereno es un bioactivo isolado de corales del Caribe.